# Filialkirche Gatschach

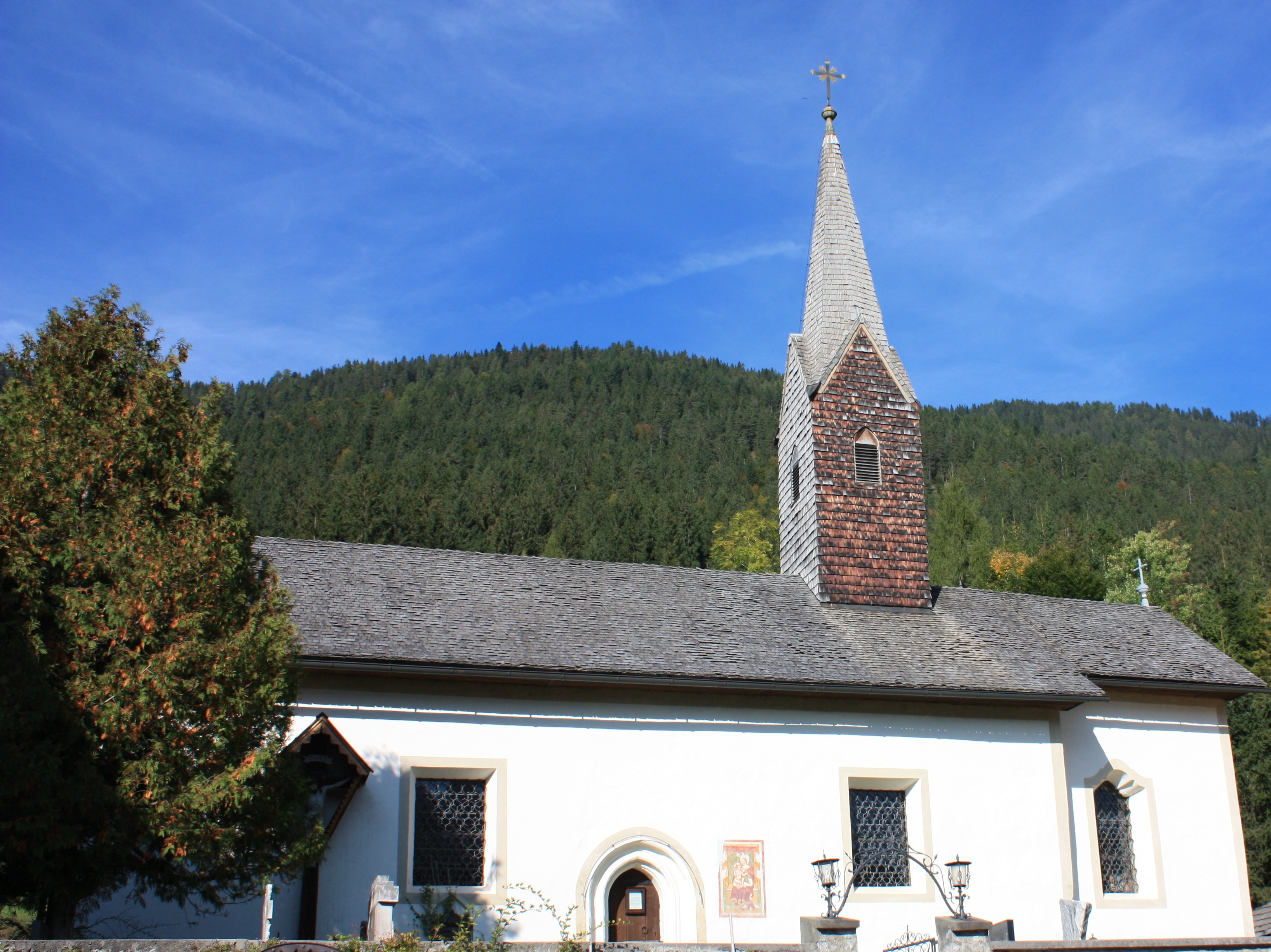
St. Martin

Die Filialkirche Gatschach in der Gemeinde Weißensee in Kärnten ist dem heiligen Martin geweiht. Die 1485 erstmals genannte Kirche war ehemals Filialkirche von Hermagor, dann von Weißbriach und ab 1782 eine Kuratie. Heute gehört sich zur Pfarre Waisach.

## Beschreibung

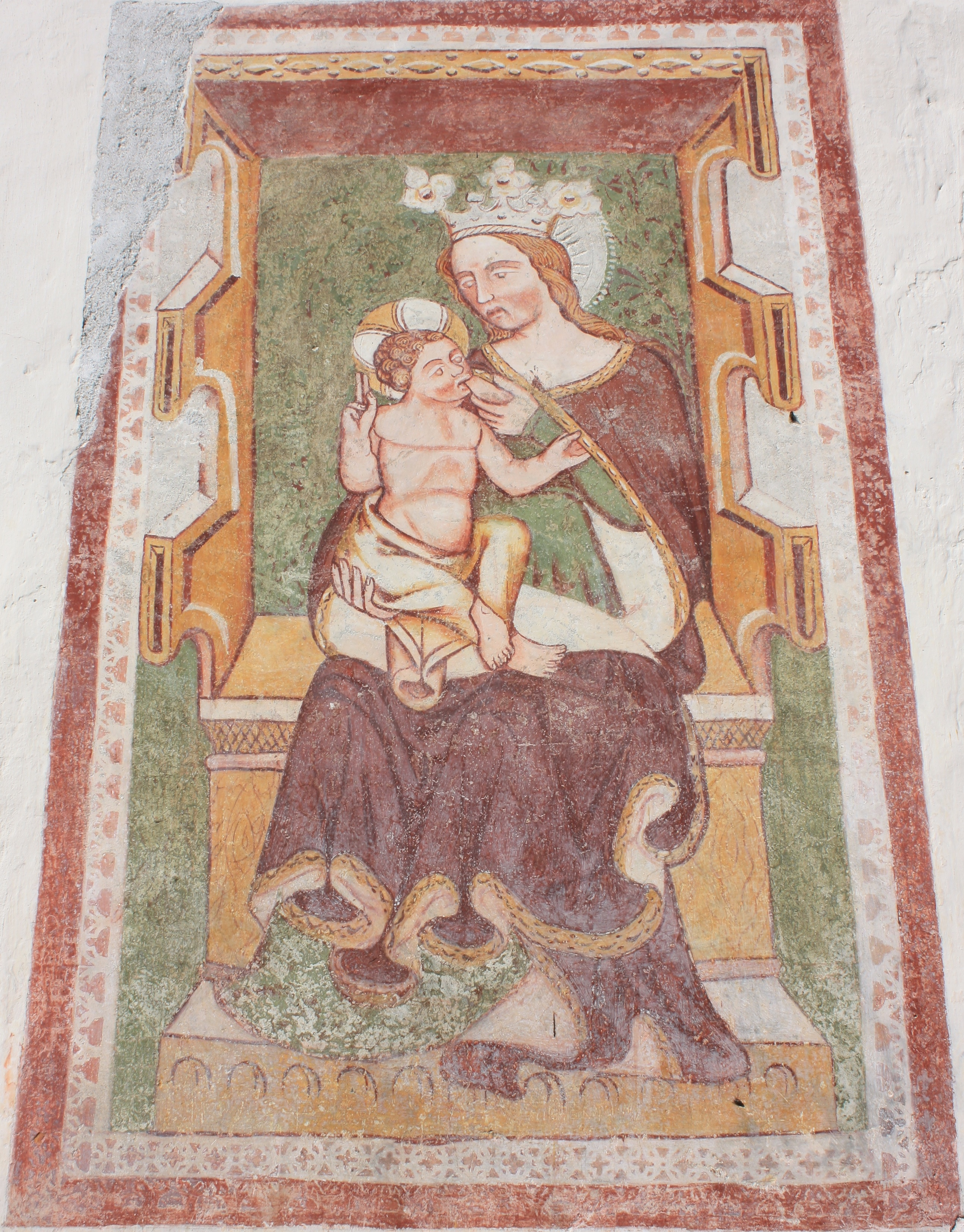
Madonna lactans, Fresko, 15. Jh.

Die Kirche ist ein niedriger spätgotischer Bau, der im 17. Jahrhundert barockisiert wurde. Das nach Westen verlängerte Gotteshaus besitzt einen östlichen Dachreiter mit Spitzhelm. Nördlich am Chor ist eine Sakristei mit einem  mit einem spitzbogig abgefasten Portal angebaut. Das Dach wurde 1992 mit Lärchenschindel neu eingedeckt. Bei der Außenrestaurierung 1995 wurde das frühbarocke Dekor des 17. Jahrhunderts mit Eckquadern, Fensterfaschen und Gesimsbändern wiederhergestellt und ein spätgotisches Fresko einer Maria lactans vom Anfang des 15. Jahrhunderts.
Man betritt die Kirche durch das spitzbogig profilierte Südportal. Das Langhaus ist flach gedeckt, der Chor kreuzgratgewölbt. 
Den Rokokoaltar mit Säulenretabel und Opfergangsportalen schuf 1781 Mathias Übelbacher. Das Altarbild mit der Darstellung des heiligen Martin malte 1783 Joseph Köstler. Im Altaraufsatz steht eine spätgotische Statuette der heiligen Barbara. 
Ein bäuerlich spätbarockes Sitzfigürchen einer Muttergottes ist in einer Nische rechts vom Triumphbogen aufgestellt. Zur weiteren Ausstattung der Kirche zählt ein gotischer Taufstein.